# Скажені пси (телесеріал)
Скажені пси — британський психологічний серіал телекомпанії Sky1 з елементами чорного гумору, створений Крісом Коулом та презентований 10 лютого 2011 року. Серіал було виготовлено студією Left Bank Pictures. Головні ролі виконали Джон Сімм, Марк Воррен, Макс Бізлі та Філіп Ґленістер, у другорядних ролях зіграли Бен Чаплін та Марія Ботто. Серіал розповідає про чотирьох давніх друзів, які зібралися на віллі на Мальорці, щоб відзначити вихід на пенсію п'ятого члена компанії Альво. Втім, група опиняється у світі криміналу та поліцейської корупції після того, як Альво убивають.
Спочатку планувалося зробити героїв серіалу рок-гуртом, але це змінили, тому що ця тема «заїжджена до смерті». Серіал було замовлено British Sky Broadcasting. Зйомки відбувалися на острові Мальорка протягом 44 днів у травні-червні 2010 року. і обійшлися компанії в чотири мільйони євро. Головною темою серіалу є дружба та дорослішання. Ґленістер зазначив, що серіал «про старішання та наближення до смерті». Оператор Девід ЛяШапель створив три 30-секундних рекламних ролики для серіалу. Перший епізод Скажених псів подивилося 1.61 мільйони глядачів (17-й найкращий результат в історії Sky1). Він отримав загалом позитивні оцінки від критиків, які відзначили його схожість до британських гангстерських фільмів, особливо до фільму 2000 року Сексуальна бестія.

## Сюжет
У центрі серіалу Скажені пси знаходиться возз'єднання чотирьох старих друзів, які знають одне одного із середньої школи. Зараз їм близько 40 років, серед них є одружені, неодружені і розлучені. Вони отримують запрошення від п'ятого друга, Альво, відсвяткувати на його віллі на Мальорці його відхід від справ. Однак згодом їхня відпустка перетворюється на «кошмарний лабіринт брехні, шахрайства та убивств».
Головною темою серіалу є дружба та старішання." Філіп Ґленістер зазначив, що це серіал «не про хлопців, які розважаються у свої 40, це було би нудно… він має глибше і темніше підґрунтя. Серіал про досягнення певного етапу у житті, коли ти дивишся назад на свої досягнення і вибираєш, куди іти далі. Він про те, як нормальні люди стикаються із ненормальною ситуацією, і як вони можуть вибухнути».

## У ролях
- Джон Сімм — Бакстер
- Марк Воррен — Рік
- Макс Бізлі — Вуді
- Філіп Ґленістер — Квін
- Бен Чаплін — Альво
- Марія Ботто — Марія
- Томаш Поцці — 'міні-Блер'
- Елоїза Джозеф — Лотті
- Тім Вудворд — Домінік
- Девід Ворнер — Маккензі
- Летиція Долера — Кармен
- Лола Кордон — Візі
- Вісент Діаз — Гектор
- Люфер Родригез — Анжело

## Виробництво
Ідея серіалу з'явилася завдяки дружбі чотирьох головних акторів, які хотіли взяти разом участь в єдиному проекті. Спочатку серіал повинен був оповідати про рок-гурт, але згодом було вирішено, що програми такого типу уже «заїжджені до смерті». При написанні сценарію Коул зазнав впливу робіт Девіда Лінча та братів Коен, що допомогло йому створити стиль історії, у якому «ніколи не впевнений, що буде далі»
Спочатку у серіалі зацікавились такі компанії як BBC та ITV. Проте вони не змогли дійти згоди із творцями серіалу про виробництво. Філіп Ґленістер заявив: «проблема з BBC та ITV полягає у тому, що там багато хто сує свого носа у твої справи і постійно розповідає, що і як треба робити. Ми уже великі хлопчики, і самі знаємо межі дозволеного». Зрештою контракт було підписано із Sky, оскільки це був єдиний канал, «на якому ми можемо робити те, що хочемо» У січні 2012 Ґленістер сказав, що рішення працювати зі Sky виправдало себе, оскільки на інших мережах серіал відцензурували б за сцени насилля та міцну лексику. Актор зазначив, що «з такими обмеженнями серіал не був би тим, чим він є, тим, що ми хочемо робити» Голова Sky Drama Елейн Пайк одразу ж зацікавилась у проекті. Їй сподобалось, наскільки «це було захопливим, страшним і смішним… Це ідеальне шоу для Sky1». Макс Бізлі в інтерв'ю сказав: «Енді [Гарріс] одразу відіслав сценарій кільком мережам, і Sky відповіли „Вау! Тримайте гроші і йдіть знімайте! Зауваження будуть потім, а зараз — творіть!“ Це було справді круто, таке нечасто зараз трапляється».

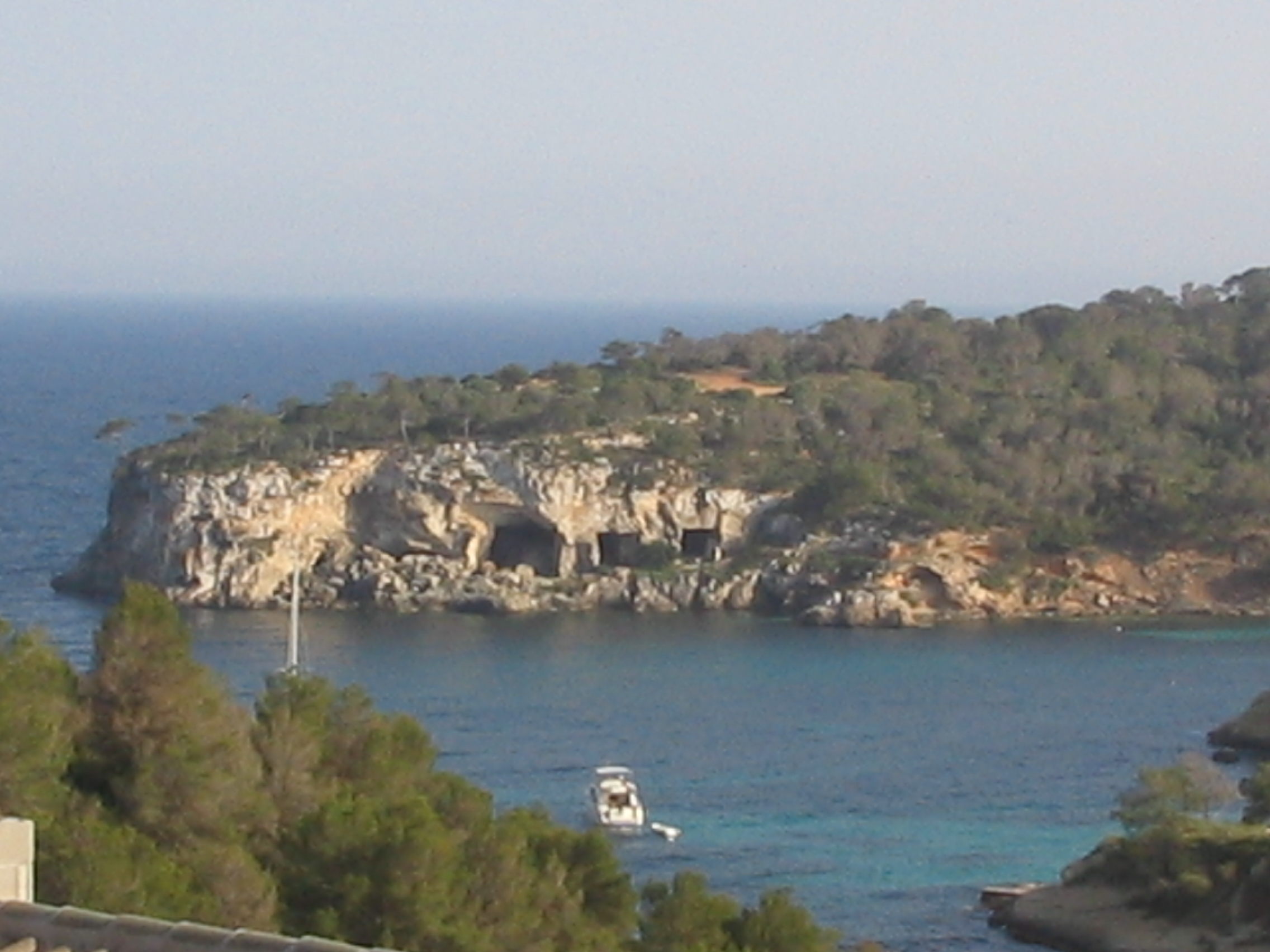
Серіал знімався на Мальорці

Скажені пси планувалися як чотирисерійний фільм, офіційний його анонс відбувся у травні 2010. Коул написав сценарій, а продюсером виступила компанія Left Bank Pictures, яка постійно співпрацює із багатьма британськими каналами. У серіали знову зіграли Джон Сімм та Філіп Ґленістер, які до цього грали разом у багатьох проектах (Велика гра, Вівторок, Clocking off, Життя на Марсі). На роль «міні-Блера» претендувало шість карликів, і один із них таки отримав роль. Зйомки почалися у травні 2010 і проходили на Мальорці протягом 44 днів. На виробництво було витрачено 4 мільйони євро. Ґленістер відмовився зніматися у сцені, у якій четвірка повинна була голою бігти у басейн, посилаючись на свій вік. Половина знімальною групи були місцевими, і Бізлі зазначив, що вони «фантастичні».
Плани про другий сезон з'явилися уже на початку січня 2011. Враховуючи рейтинговий успіх першого сезону, Sky офіційно продовжив Скажених псів на другий чотирисерійний сезон, які також написав Кріс Коул. Бізлі, Ґленістер, Сімм і Воррен продовжили виконувати свої ролі. Зйомки другого сезону відбулися улітку 2011, а його прем'єра — у січні 2012. Невдовзі після завершення зйомок другого сезону було оголошено, що серіал продовжено на третій, зйомки якого почалися у січні 2012. Третій сезон планується до виходу у квітні 2013. Одразу ж після нього Sky планує показати четвертий сезон, що складатиметься із двох епізодів, і стане фінальним. 
Також ішли розмови про зйомки спін-оффу «Скажені кішки» із жіночим акторським складом.

## Промоція

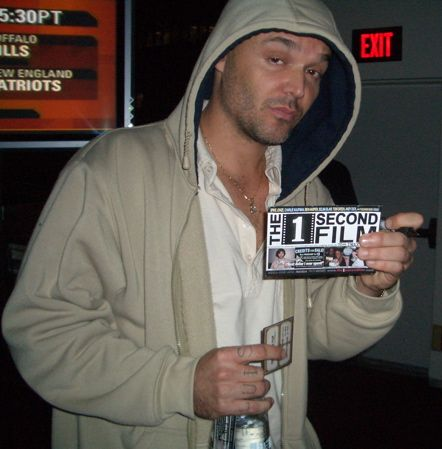
Оператор Девід ЛяШапель зрежисував три 30-секундні рекламні ролики

Три 30-секундні ролики було виготовлено для реклами серіалу на всіх каналах групи Sky. У цих промо-роликах знялися всі чотири головні актори. Режисером виступив Девід ЛяШапель. Також була застосована рекламна, зовнішня та онлайнова продукція. Промо-ролики вперше прокрутили на телебаченні 11 січня 2011. 28 січня прев'ю до перших двох епізодів було показано на церемонії вручення премії BAFTA у Лондоні. Потім відбулася сесія питань-відповідей, у якій взяли участь Марк Воррен, Кріс Коул, Сюзан Макі та Едріан Шерголд.

## Сприйняття

### Трансляція і рейтинги
Час трансляції серіалу було змінено у зв'язку зі зміною виробничого грфіку. У травні 2010 року було анонсовано, що серіал вийде навесні 2011, проте вже у серпні його було пересунуто на осінній слот. Остаточно час трансляції було вибрано пізніше, серіал почав виходити у лютому 2011. Прем'єра серіалу зібрала аудиторію близько мільйон глядачів — 4% усієї аудиторії. Це був другий найкращий показник тієї ночі після трансляції повтору EastEnders на BBC Three. Остаточний рейтинг першої серії склав 1.61 мільйони глядачів, що стало другим найкращим показником того тижня після епізоду серіалу Хор на E4. Також цей епізод став 17-м у списку найрейтинговіших передач Sky1. Другий епізод подивилося 802,000 глядачів, третій — 691,000, а четвертий — 938,000. Другий сезон стартував на Sky1 19 січня 2012.

### Відгуки
Майкл Дікон з The Daily Telegraph позитивно відреагував на серіал, зазначивши «перший епізод був приємно зловісний. Декілька разів виглядав навіть кумедно (звісно, у свій, особливий спосіб)». Дікон відзначив хороший початок, у якому герої демонструють свої відеозвернення. Він сказав: «Це було зроблено чудово — як і годиться хорошому трилеру, „Скажені пси“ тебе змушують ставити питання з початку і до кінця». Джон Крейс із The Guardian був більш різкий: «після невдалих спроб всучити нам нескінченні проекти недомачо Росса Кемпа, зараз Sky викидає серйозні гроші, щоб змусити гляачів дивитися щось іще, окрім спорту». Крейс розкритикував перший епізод: «Я люблю, коли дія у серіалах розгортається природно, проте нам не обов'язково було цілу годину розтлумачувати, що Альво був трохи спритнішим за своїх друзів, а у них були явні проблеми в житті. Замість того, щоб нагнітати атмосферу загрози, це розпорошує її… Втім, для „Скажених псів“ іще не все втрачено»
Джейн Саймон із Daily Mirror написала: «Серіал — великий гангстерський фільм, дуже схожий на стрічку Сексуальна тварюка, і перший епізод натискає на правильні кнопки у глядачі. Природна гра, вдалий мікс із комедії та зловісності, плюс побільше кадрів із сідницями Марка Воррена — те, що треба для абсолютного успіху». Бен Волш із The Independent дав серіалу три зірки із п'яти, пояснивши це так: «Там занадто довга експозиція, дурний сюжет і слабкі діалоги. Втім, Сімм і Ґленістер завжди незрівнянні, і вони змушують цю кволу гангстерську історію хоч якось працювати».
Раян Лембі із Den of Geek відзначив, що: «Скажені пси хороші, але не досконалі, а сюжет і атмосфера абсолютно ідентична до будь-якого британського гангстерського фільму. Це виглядає, наче серіал за мотивами Сексуальної тварюки». Лембі був розчарований кінцівкою: «Кінець виявився неочікувано пласким. Головні сюжетні повороти, що накопичувалися у попередні дві-три години, напруження та інтрига вислизнули перед фінальними титрами».

### Нагороди
Скажені пси були номіновані на премію BAFTA як Найкращий драматичний серіал, проте поступився серіалу з Channel 4 Людське серце. У 2012 році серіал номінували на премію журналу Broadcast за Найкращий драматичний серіал, але він знову програв. Цього разу — серіалу каналу ITV1 Абатство Даунтон.